# Xenophrys kuatunensis
Xenophrys kuatunensis är en groddjursart som först beskrevs av Pope 1929.  Xenophrys kuatunensis ingår i släktet Xenophrys och familjen Megophryidae. IUCN kategoriserar arten globalt som livskraftig. Inga underarter finns listade i Catalogue of Life.